# Condado de Kanabec
El condado de Kanabec (en inglés, Kanabec County) es un condado del estado de Minnesota, Estados Unidos. Tiene una población estimada, a mediados de 2021, de 16 159 habitantes.
La sede de condado es Mora.
Fue fundado el 13 de marzo de 1858 y fue nombrado en honor al río Snake. Kanabecosippi significa serpiente (snake, en inglés) en idioma ojibwa.

## Geografía
Según la Oficina del Censo, el condado tiene un área total de 1380 km², de la cual 1350 km² son tierra y 30 km² son agua.

### Condados adyacentes
- Condado de Aitkin (norte)
- Condado de Pine (este)
- Condado de Chisago (sureste)
- Condado de Isanti (sur)
- Condado de Mille Lacs (oeste)

## Autopistas importantes
- Ruta Estatal de Minnesota 23
- Ruta Estatal de Minnesota 27
- Ruta Estatal de Minnesota 47
- Ruta Estatal de Minnesota 65
- Ruta Estatal de Minnesota 70
- Ruta Estatal de Minnesota 107

## Demografía

### Censo de 2020
Según el censo de 2020, en ese momento había 16 032 habitantes, 6530 hogares y 3889 familias en el condado. La densidad poblacional era de 12 hab./km². Había 7735 unidades habitacionales, con una densidad de 6/km². El 94.11% de los habitantes eran blancos, 0.42% eran afroamericanos, el 0.80% eran amerindios, el 0.52% eran asiáticos, el 0.25% eran de otras razas y el 3.90% eran de una mezcla de razas. Del total de la población, el 1.38% eran hispanos o latinos de cualquier raza.

### Censo de 2000
En el  censo de 2000, hubo 14.996 personas, 5.759 hogares y 4.146 familias residiendo en el condado. La densidad poblacional era de 29 personas por milla cuadrada (11/km²). En el 2000 había 6.846 unidades habitacionales en una densidad de 13 por milla cuadrada (5/km²). La demografía del condado era de 97,27% blancos, 0,17% afroamericanos, 0,81% amerindios, 0,44% asiáticos, 0,03% isleños del Pacífico, 0,17% de otras razas y 1,11% de dos o más razas. 0,93% de la población era de origen hispano o latino de cualquier raza. 
La renta promedio para un hogar del condado era de $38.520 y el ingreso promedio para una familia era de $43.603. En 2000 los hombres tenían un ingreso medio de $32.329 versus $22.309 para las mujeres. La renta per cápita para el condado era de $17.741 y el 9,50% de la población estaba bajo el umbral de pobreza nacional.

## Localidades

### Ciudades y pueblos
| - Braham - Brunswick | - Coin - Grasston | - Lewis Lake - Mora | - Ogilvie - Quamba | - Warman |

### Municipios
| - Municipio de Ann Lake - Municipio de Arthur - Municipio de Brunswick - Municipio de Comfort - Municipio de Ford - Municipio de Grass Lake - Municipio de Hay Brook - Municipio de Hillman | - Municipio de Kanabec - Municipio de Knife Lake - Municipio de Kroschel - Municipio de Peace - Municipio de Pomroy - Municipio de South Fork - Municipio de Whited |